# Sean Weatherspoon
Franklin De'Sean Weatherspoon, detto Sean (Greenville, 29 dicembre 1987), è un giocatore di football americano statunitense che gioca nel ruolo di linebacker per gli Arizona Cardinals della National Football League. Fu scelto nel corso del primo giro (19º assoluto) del Draft NFL 2010 dagli Atlanta Falcons. Al college giocò a football all'Università del Missouri.

## Carriera professionistica

### Atlanta Falcons
Al draft NFL 2010, Weatherspoon fu selezionato come 19a scelta assoluta dagli Atlanta Falcons. Il 29 luglio 2010 firmò un contratto di 5 anni del valore di 17,5 milioni di dollari. Debuttò come professionista il 12 settembre 2010 contro i Pittsburgh Steelers indossando la maglia numero 56. Nella sua stagione da rookie mise a segno 42 tackle e un sack. Nel 2011 divenne stabilmente titolare nel ruolo di outside linebacker, terminando con 115 tackle, 4,0 sack 8 passaggi deviati e un fumble recuperato. Nella gara del primo turno di playoff contro i New York Giants mise a segno 12 tackle ma i Falcons furono eliminati dai futuri vincitori del Super Bowl.
Nel 2012, Weatherspoon fu nominato capitando della difesa dei Falcons, occupandosi anche di chiamare gli schemi difensivi. La sua stagione regolare terminò con 95 tackle, 3 sack e il primo intercetto in carriera nella gara del 25 novembre contro i Tampa Bay Buccaneers. Nel divisional round dei playoff mise a segno 8 tackle e forzò un fumble nella vittoria della sua squadra. I Falcons furono eliminati la settimana successiva contro i San Francisco 49ers nella finale della NFC, in cui Sean fece registrare 5 tackle.
Nel 2013, Weatherspoon perse 10 partite per infortunio, terminando con 38 tackle e il primo touchdown in carriera nella gara contro i Green Bay Packers su ritorno da intercetto. Il 10 giugno 2014 durante un allenamento si ruppe il tendine d'Achille, venendo costretto a perdere l'intera annata.

### Arizona Cardinals
L'11 marzo 2015, Weatherspoon firmò un contratto annuale da 4 milioni di dollari con gli Arizona Cardinals.

## Palmarès

### Franchigia
- National Football Conference Championship: 1

Atlanta Falcons: 2016

## Statistiche
| Partite totali      | 47  |
| Partite da titolare | 41  |
| Tackle totali       | 290 |
| Sack                | 8,0 |
| Intercetti          | 2   |
| Fumble forzati      | 1   |

Statistiche aggiornate alla stagione 2014